# David B. Birney

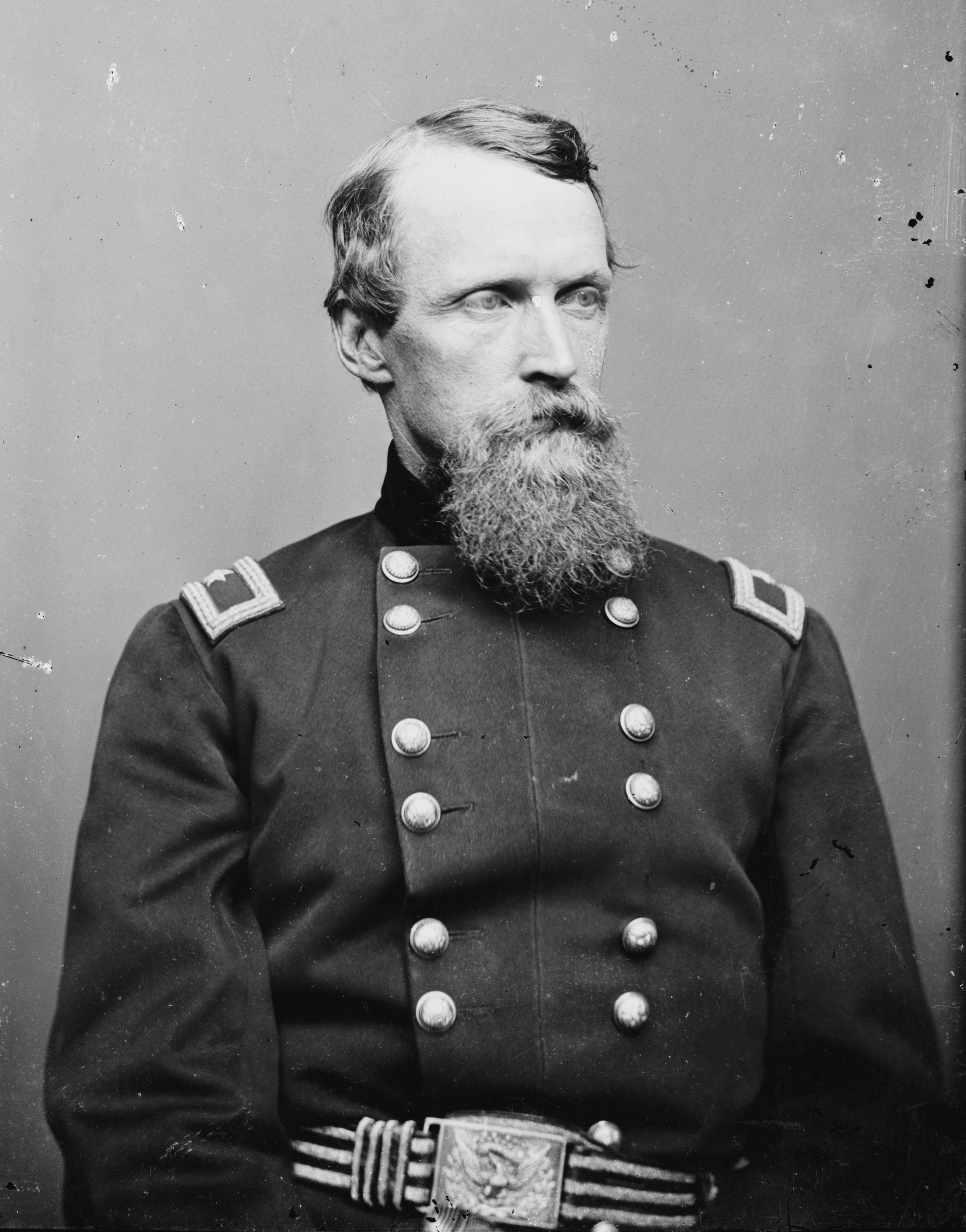
David B. Birney

David Bell Birney (* 29. Mai 1825 in Huntsville, Alabama; † 18. Oktober 1864 in Philadelphia, Pennsylvania) war ein US-amerikanischer Geschäftsmann, Rechtsanwalt und ein Unionsgeneral während des Amerikanischen Bürgerkrieges.

## Vor dem Bürgerkrieg
David Bell Birney war der Sohn von James G. Birney, eines Abolitionisten aus Kentucky. Birneys Familie kehrte 1833 nach Kentucky zurück, wo James Birney seine Sklaven freiließ. 1835 zog die Familie nach Cincinnati, Ohio, wo der Vater eine Anti-Sklaverei-Zeitung herausgab. Nach zahlreichen Bedrohungen durch Pro-Sklaverei-Mobs zog die Familie nach Michigan und schließlich nach Philadelphia.
David graduierte an der Phillips Academy in Andover, Massachusetts, betrieb ein Geschäft, studierte Jura und wurde als Anwalt zugelassen. Er kehrte nach Philadelphia zurück, wo er von 1856 bis zum Ausbruch des Amerikanischen Bürgerkrieges als Anwalt praktizierte.

## Im Bürgerkrieg
Birney stellte das 23. Pennsylvania-Infanterieregiment der Miliz auf und wurde am 23. April 1861 wenige Tage nach dem Angriff auf Fort Sumter als Oberstleutnant dessen stellvertretender Kommandeur. Noch kurz vor dem Krieg hatte er militärische Texte in Vorbereitung für solch eine Stellung studiert. Er wurde am 31. Juli 1861 zum Kommandeur des inzwischen in den Bundesdienst übernommenen Regiments ernannt und zum Oberst und am 17. Februar 1862 zum Brigadegeneral befördert. Er kommandierte eine Brigade in der Division  Brigadegeneral Samuel Heintzelmans, die er im ganzen Halbinsel-Feldzug führte. In der Schlacht von Seven Pines wurde er der Missachtung eines Befehls seines Kommandierenden Generals, Generalmajor Heintzelman, beschuldigt, was angeblich für „das Stoppen seines Kommandos eine Meile vor dem Feind“ geschah. Allerdings waren die Befehle einfach missverstanden worden. Birney kam vor ein Militärgericht, jedoch wurde er aufgrund einer eindeutig überzeugenden Zeugenaussage von Kearny freigesprochen wurde und bekam sein Kommando zurück.
Birney kämpfte in der Zweiten Schlacht am Bull Run, wo er Generalmajor John Popes Virginia-Armee unterstellt war. Als Kearny in der Schlacht getötet wurde, übernahm Birney das Kommando über dessen Division. Durch die Stationierung in Washington, D.C. versäumte er die Schlacht am Antietam, jedoch kehrte seine Division zur Potomac-Armee zurück, um bei Fredericksburg zu kämpfen. Birney traf dort erneut auf militärische Disziplinprobleme, jedoch dieses Mal angeblich, weil er sich weigerte einen Angriff von Generalmajor George G. Meades Divisionen auf der linken Flanke der Unionslinie zu unterstützen. Allerdings wurde er durch den Kommandierenden General des III. Korps Generalmajor George Stoneman in seinem offiziellen Bericht für „die ansehnliche Weise, in welcher er seine Division behandle“ beglückwünscht, so dass er ein zweites Mal einer Bestrafung entging. Birney führte seine Division bei den schweren Kampfhandlungen bei Chancellorsville, wo er mehr Verluste (1607 Mann) erlitt als irgendeine andere Division der Armee. Als Folge seiner außergewöhnlichen Leistungen bei Chancellorsville wurde er am 20. Mai 1863 zum Generalmajor befördert.
Bei der Schlacht von Gettysburg war Generalmajor Daniel Sickles Kommandierender General des III. Korps. Am 2. Juli 1863 setzte Sickles sein Korps vor seiner zugeteilten Verteidigungsstellung auf Cemetery Ridge ein. Birneys neue Stellung verlief auf der einen Seite von Devil’s Den zum Wheatfield und auf der anderen Seite von Devil’s Den zum Peach Orchard. Angegriffen durch die Division der Generalmajore John Bell Hood und Lafayette McLaws, wurde Birneys Division vernichtet. Das gesamte Korps war nicht mehr einsatzbereit. Als Birney die wenigen Überlebenden seiner Division um ihn herum auf der Cemetery Ridge versammelt sah, flüsterte er einem seiner Offiziere zu, „Ich wünschte, ich wäre schon tot.“ Sickles war ernsthaft durch eine Kanonenkugel verwundet, so dass Birney provisorisch das Kommando über das Korps übernahm, obwohl er selbst zwei leichte Verwundungen hatte. Er behielt das Kommando bis Februar 1864.
Birney begann den Überland-Feldzug als Divisionskommandeur im II. Korps; das III. Korps war der Reorganisation im Frühling zum Opfer gefallen. Nach guten Leistungen in der Wilderness, bei Spotsylvania Court House, wo er durch ein Granatenfragment verwundet wurde, und bei Cold Harbor gab Generalleutnant Ulysses S. Grant am 23. Juli 1864 Birney das Kommando über das X. Korps in der James-Armee. Allerdings erkrankte Birney während der Belagerung von Petersburg an Malaria (manchmal als Dysenterie und Typhus angesehen), so dass er nach Hause nach Philadelphia befohlen wurde, wo er drei Monate später verstarb. Birney wurde auf dem Woodlands Cemetery beigesetzt.